# Silk Way Airlines
Silk Way Airlines – azerskie linie towarowe, których portem bazowym jest Międzynarodowy port lotniczy im. Heydar Aliyeva w Baku w Azerbejdżanie. Silk Way Airlines zostały założone w 2001. Realizują połączanie cargo w Europie i Azji, m.in. do Bagdadu, Luksemburga, Tbilisi, Kolonii, Kabulu, Stambułu, Châteauroux, Duszanbe, Dubaju i Warszawy.

## Flota
Stan na 31 lipca 2019:
- 3 Boeing 747-400
- 2 Douglas DC-8-60/70
- 0/10 An-178[2]